# Lojas Renner
Lojas Renner est une entreprise brésilienne d'habillement. L'entreprise conçoit, développe et vend des vêtements de mode, chaussures et sous-vêtements pour hommes, femmes, et enfants, sous les onze marques privées de son concept Lifestyle. La société vend également des accessoires et des cosmétiques à travers deux marques privées.